# Saint-Laurs
Saint-Laurs és un municipi francès situat al departament de Deux-Sèvres i a la regió de la Nova Aquitània. L'any 2007 tenia 474 habitants.

## Demografia

### Població
El 2007 la població de fet de Saint-Laurs era de 474 persones. Hi havia 194 famílies de les quals 48 eren unipersonals (20 homes vivint sols i 28 dones vivint soles), 81 parelles sense fills, 57 parelles amb fills i 8 famílies monoparentals amb fills.
La població ha evolucionat segons el següent gràfic:
Habitants censats

### Habitatges
El 2007 hi havia 256 habitatges, 206 eren l'habitatge principal de la família, 37 eren segones residències i 13 estaven desocupats. 253 eren cases i 1 era un apartament. Dels 206 habitatges principals, 174 estaven ocupats pels seus propietaris, 28 estaven llogats i ocupats pels llogaters i 4 estaven cedits a títol gratuït; 2 tenien una cambra, 9 en tenien dues, 28 en tenien tres, 40 en tenien quatre i 127 en tenien cinc o més. 156 habitatges disposaven pel capbaix d'una plaça de pàrquing. A 102 habitatges hi havia un automòbil i a 83 n'hi havia dos o més.

### Piràmide de població
La piràmide de població per edats i sexe el 2009 era:
| Homes | Edats   | Dones |
| ----- | ------- | ----- |
| 0     | 95 o +  | 0     |
| 0     | 90 a 94 | 8     |
| 4     | 85 a 89 | 20    |
| 4     | 80 a 84 | 0     |
| 20    | 75 a 79 | 8     |
| 12    | 70 a 74 | 20    |
| 20    | 65 a 69 | 16    |
| 0     | 60 a 64 | 16    |
| 20    | 55 a 59 | 16    |
| 12    | 50 a 54 | 12    |
| 28    | 45 a 49 | 20    |
| 12    | 40 a 44 | 16    |
| 12    | 35 a 39 | 12    |
| 12    | 30 a 34 | 24    |
| 8     | 25 a 29 | 0     |
| 0     | 20 a 24 | 16    |
| 12    | 15 a 19 | 12    |
| 16    | 10 a 14 | 20    |
| 8     | 5 a 9   | 12    |
| 12    | 0 a 4   | 8     |

## Economia
El 2007 la població en edat de treballar era de 278 persones, 197 eren actives i 81 eren inactives. De les 197 persones actives 182 estaven ocupades (97 homes i 85 dones) i 14 estaven aturades (8 homes i 6 dones). De les 81 persones inactives 28 estaven jubilades, 20 estaven estudiant i 33 estaven classificades com a «altres inactius».

### Ingressos
El 2009 a Saint-Laurs hi havia 221 unitats fiscals que integraven 528,5 persones, la mediana anual d'ingressos fiscals per persona era de 14.663 €.

### Activitats econòmiques
Dels 12 establiments que hi havia el 2007, 1 era d'una empresa alimentària, 1 d'una empresa de fabricació d'altres productes industrials, 4 d'empreses de construcció, 3 d'empreses de comerç i reparació d'automòbils, 2 d'empreses immobiliàries i 1 d'una empresa de serveis.
Dels 4 establiments de servei als particulars que hi havia el 2009, 1 era un taller de reparació d'automòbils i de material agrícola, 1 fusteria i 2 lampisteries.
L'únic establiment comercial que hi havia el 2009 era una fleca.
L'any 2000 a Saint-Laurs hi havia 15 explotacions agrícoles que ocupaven un total de 372 hectàrees.

## Equipaments sanitaris i escolars
El 2009 hi havia una escola elemental.

## Poblacions més properes
El següent diagrama mostra les poblacions més properes.